# Campionati europei di pugilato dilettanti femminili 2016
I Campionati europei di pugilato dilettanti femminili 2016 si sono tenuti a Sofia, Bulgaria, dal 14 al 24 novembre 2016. È stata la 10ª edizione della competizione organizzata dall'organismo di governo europeo del pugilato dilettantistico, EUBC.

## Calendario
La tabella sottostante riporta il calendario delle competizioni.
| Novembre | 14 | 15 | 16 | 17 | 18 | 19 | 20 | 21 | 22 | 23 | 24 |
| -------- | -- | -- | -- | -- | -- | -- | -- | -- | -- | -- | -- |
|          | A  | P  | P  | P  | P  | QF | QF |    | SF | F  | P  |

|  | Arrivo/Partenza delegazioni |  | Preliminari, quarti, semifinali |  | FINALI |

Il 21 novembre è stato osservato un giorno di riposo.

## Nazioni partecipanti
129 pugili da 28 nazioni hanno partecipato alla manifestazione:
- Armenia (1)
- Azerbaigian (9)
- Bielorussia (6)
- Bulgaria (6)
- Croazia (5)
- Danimarca (2)
- Finlandia (4)
- Francia (3)
- Galles (4)

- Grecia (1)
- Inghilterra (7)
- Irlanda (7)
- Italia (7)
- Lituania (2)
- Moldavia (1)
- Montenegro (1)
- Norvegia (2)
- Paesi Bassi (1)

- Polonia (5)
- Rep. Ceca (2)
- Romania (4)
- Russia (10)
- Serbia (4)
- Svezia (6)
- Svizzera  (1)
- Turchia (9)
- Ucraina (10)
- Ungheria (9)

## Podi
Di seguito i risultati per categoria:
| Specialità                 | Oro                   | Argento           | Bronzo                               |
| Pesi mosca leggeri (kg 48) | Sevda Asenova         | Lise Sandebjer    | Ekaterina Pinigina Stephanie Silva   |
| Pesi mosca (kg 51)         | Elena Savel'eva       | Tetyana Kob       | Sandra Drabik Lisa Whiteside         |
| Pesi gallo (kg 54)         | Stanimira Petrova     | Anna Alimardanova | Viktorija Kulešova Delphine Mancini  |
| Pesi piuma (kg 57)         | Denitsa Eliseeva      | Sati Burcu        | Natal'ja Samohina Yuliya Apanasovich |
| Pesi leggeri (kg 60)       | Daria Abramova        | Mira Potkonen     | Esra Yildiz Sandy Ryan               |
| Pesi superleggeri (kg 64)  | Aleksandra Ordina     | Eccles Rosie      | Martina Schmoranzova Kinga Siwa      |
| Pesi welter (kg 69)        | Elena Vystropova      | Sema Galiskan     | Saadat Abdulaeva Tetiana Petrovich   |
| Pesi medi (kg 75)          | Natasha Gale          | Maily Nicar       | Lauren Price Christine Desmond       |
| Pesi mediomassimi (kg 81)  | Elif Güneri           | Petra Szatmari    | Leyla Javadova Victoriya Kebikava    |
| Pesi massimi (kg 81+)      | Zemfira Magomedalieva | Sylwia Kusiak     | Aynur Rzayeva Şennur Demir           |

## Medagliere
Di seguito le posizioni del medagliere a competizione conclusa:
  Nazione ospitante 
| Posiz. | Nazione     | Oro | Argento | Bronzo | Totale |
| ------ | ----------- | --- | ------- | ------ | ------ |
| 1      | Russia      | 4   | 0       | 4      | 8      |
| 2      | Bulgaria    | 3   | 0       | 0      | 3      |
| 3      | Turchia     | 1   | 2       | 2      | 5      |
| 4      | Azerbaigian | 1   | 1       | 2      | 4      |
| 5      | Inghilterra | 1   | 0       | 2      | 3      |
| 6      | Polonia     | 0   | 1       | 2      | 3      |
| 7      | Francia     | 0   | 1       | 1      | 2      |
| 7      | Galles      | 0   | 1       | 1      | 2      |
| 7      | Ucraina     | 0   | 1       | 1      | 2      |
| 10     | Finlandia   | 0   | 1       | 0      | 1      |
| 10     | Svezia      | 0   | 1       | 0      | 1      |
| 10     | Ungheria    | 0   | 1       | 0      | 1      |
| 13     | Bielorussia | 0   | 0       | 2      | 2      |
| 14     | Irlanda     | 0   | 0       | 1      | 1      |
| 14     | Italia      | 0   | 0       | 1      | 1      |
| 14     | Rep. Ceca   | 0   | 0       | 1      | 1      |
| Totale | Totale      | 10  | 10      | 20     | 40     |